# Keybank
Keybank, av banken skrivet KeyBank, är en amerikansk bankkoncern tillika förvaltningsbolag (Keycorp, av förvaltningsbolaget skrivet KeyCorp) som erbjuder olika sorters finansiella tjänster till privata kunder i delstaterna Alaska, Colorado, Connecticut, Idaho, Indiana, Maine, Massachusetts, Michigan, New York, Ohio, Oregon, Pennsylvania, Utah, Vermont och Washington. Utöver de redan nämnda delstaterna har de även bankverksamhet för företagskunder i Arizona, Florida, Illinois, Kalifornien, Kansas, Missouri, North Carolina, Texas och Virginia.
Den 3 oktober 1993 meddelades det att Keycorp i Albany, New York och Society Corporation i Cleveland, Ohio skulle fusioneras med varandra till en kostnad på 7,8 miljarder amerikanska dollar. Den 1 mars 1994 slutfördes fusionen mellan de två.
För 2019 hade de en omsättning på mer än 5,2 miljarder dollar och en personalstyrka på 17 045 anställda. Deras huvudkontor ligger i Cleveland.